# ريان بيتي
ريان بيتي (بالإنجليزية: Ryan Beatty)‏ هو مغني وملحن ومغن مؤلف أمريكي، ولد في 25 سبتمبر 1995 في كلوفيس في الولايات المتحدة.

## وصلات خارجية
- الموقع الرسمي
- ريان بيتي على موقع ميوزك برينز (الإنجليزية)